# A Gift of Flying
A Gift of Flying, album polskiej grupy muzycznej Undish, wydany został 2005 roku nakładem CL Productions.

## Lista utworów
1. I - 03:45
2. II - 03:34
3. III - 08:05
4. IV - 04:34
5. V - 03:37
6. VI - 02:40
7. VII - 02:37
8. VII - 04:20
9. IX - 04:33
10. X - 03:06
11. XI - 03:06
12. XII - 05:16
13. XIII - 01:47
14. XIV - 04:33